# Джатаварман Куласекхар
Джатаварман Куласекхар (д/н — 1216) — володар держави Пандья у 1190—1216 роках. Відомий також як Садаяварман Куласекарам I.

## Життєпис
Син Вікрама Пандьї. Разом з батьком брав участь у війні проти іншої гілки династії, що спиралася на допомоги ланкійського царства Полоннарума. Ця війна тривала з 1166 року, коли Мадурай захопив Паракрама Пандья I. Лише близько 1177 року Вікрама Пандья за допомоги Раджадхіраджа Чола II досяг трону. 1180 року було подолано претендента Джатавармана Шрівалабху з регіону Тамілаккам, а 1188 року в битві біля Неттури зазнав поразки Віра Пандья III (син Паракрами Пандьї I). 1190 року Джатаварман Куласекхар після смерті батька спадкував трон Пандьї.
Спочатку визнав зверхність Чола. Згодом скористався складнощами паракесарі Кулотунга Чола III у війні проти держави Хойсалів оголосив про незалежність Пандьї. У відповідь 1205 року чоланське військо завдало поразки Джатаварман Куласекхару, захопивши його столицю Мадурай. Стародавній коронаційний зал пандійських царів було зруйновано, залишки зорано ослами та засіяно бур'янами. Написи, знайдені в Кудиміянмалаї та Черанурі, наочно описують вторгнення та розграбування Мадурая. Куласекаран і його молодші брати втекли на захід.
Невдовзі Джатаварман Куласекхар здався Кулотунзі Чола III разом з дружиною та сином. Був відновлений на троні, залишався васалом Чола до самої смерті у 1216 році. Йому спадкував брат Мараварман Сундара Пандья I.